# You Want It Darker
You Want It Darker er det fjortende studiealbum af den canadiske singer-songwriter Leonard Cohen. Albummet blev udgivet den 21. oktober 2016 gennem Columbia Records, og fokuserer på temaer som døden og Gud. Det er sidste album udgivet i Cohens livstid, da det blev udgivet bare 17 dage før han døde.

## Spor
Alt tekst skrevet af Leonard Cohen. 
| You Want It Darker | You Want It Darker           | You Want It Darker | You Want It Darker | You Want It Darker | You Want It Darker | You Want It Darker | You Want It Darker | You Want It Darker | You Want It Darker |
| #                  | Titel                        | Musik              | Producer           | Længde             |                    |                    |                    |                    |                    |
| ------------------ | ---------------------------- | ------------------ | ------------------ | ------------------ | ------------------ | ------------------ | ------------------ | ------------------ | ------------------ |
| 1.                 | "You Want It Darker"         | Patrick Leonard    | Adam Cohen         | 4:44               |                    |                    |                    |                    |                    |
| 2.                 | "Treaty"                     | L. Cohen           | Leonard            | 4:02               |                    |                    |                    |                    |                    |
| 3.                 | "On the Level"               | Sharon Robinson    | A. Cohen           | 3:27               |                    |                    |                    |                    |                    |
| 4.                 | "Leaving the Table"          | L. Cohen           | A. Cohen           | 3:47               |                    |                    |                    |                    |                    |
| 5.                 | "If I Didn't Have Your Love" | Leonard            | Leonard            | 3:35               |                    |                    |                    |                    |                    |
| 6.                 | "Traveling Light"            | Leonard • A. Cohen | A. Cohen           | 4:22               |                    |                    |                    |                    |                    |
| 7.                 | "It Seemed the Better Way"   | Leonard            | A. Cohen           | 4:21               |                    |                    |                    |                    |                    |
| 8.                 | "Steer Your Way"             | L. Cohen           | A. Cohen           | 4:23               |                    |                    |                    |                    |                    |
| 9.                 | "String Reprise / Treaty"    | L. Cohen           | Leonard            | 3:26               |                    |                    |                    |                    |                    |
| 36:09              |                              |                    |                    |                    |                    |                    |                    |                    |                    |